# 아부쿠마 고지

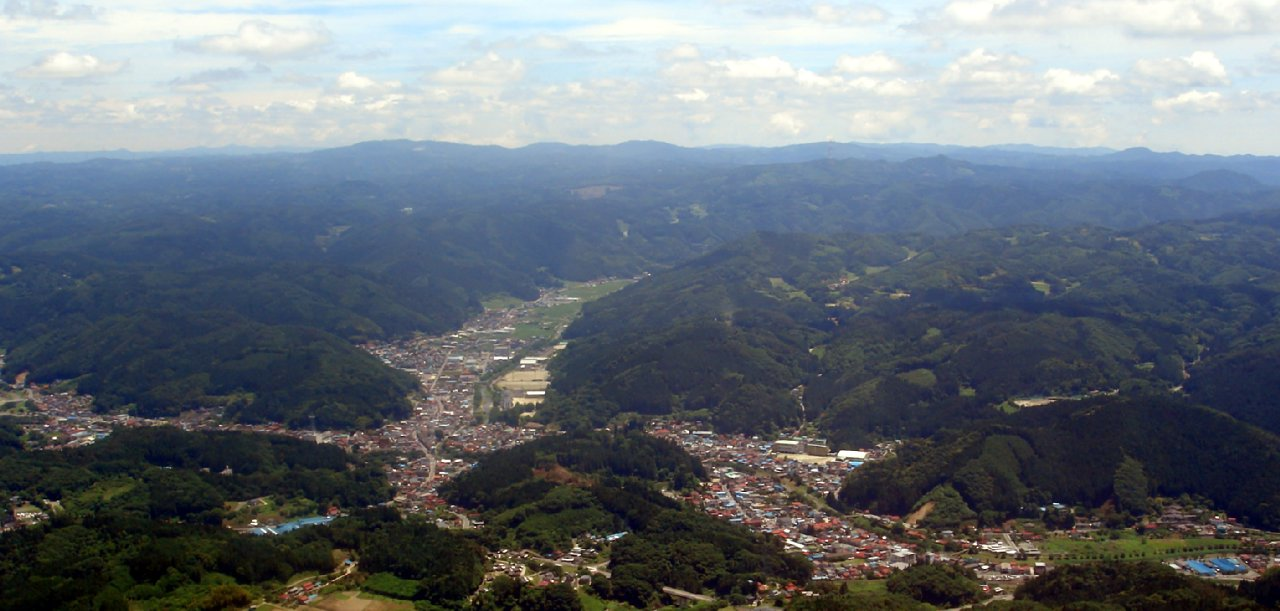
아부쿠마 고지

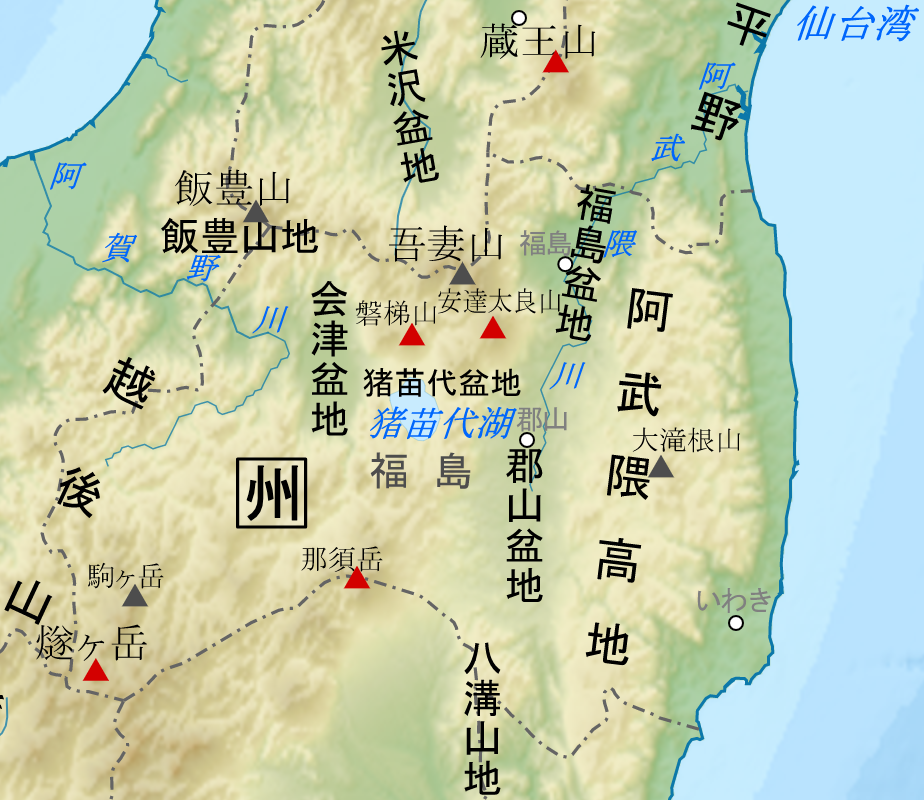
아부쿠마 고지 지도

아부쿠마 고지(일본어: 阿武隈高地 あぶくまこうち[*]) 또는 아부쿠마 산지(일본어: 阿武隈山地 あぶくまさんち[*])은 대부분이 후쿠시마현에 속하는 일본의 고지이다. 동쪽에 후타바 단층과 하타가와 단층이 위치한다.

## 참고 자료
- (일본어) 『阿武隈高地』  - 고트뱅크
- (일본어) 『阿武隈山地』  - 고트뱅크